# H. L. A. Hart

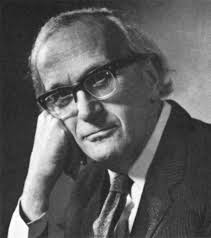
H. L. A. Hart

H. L. A. Hart (Herbert Lionel Adolphus Hart; * 18. Juli 1907 in Harrogate, England; † 19. Dezember 1992 in Oxford, England) war ein britischer Rechtsphilosoph, der von 1952 bis 1968 als Professor für Allgemeine Rechtslehre (Jurisprudence) an der Universität Oxford lehrte. Er gilt neben Hans Kelsen als der einflussreichste Vertreter des Rechtspositivismus.

## Leben

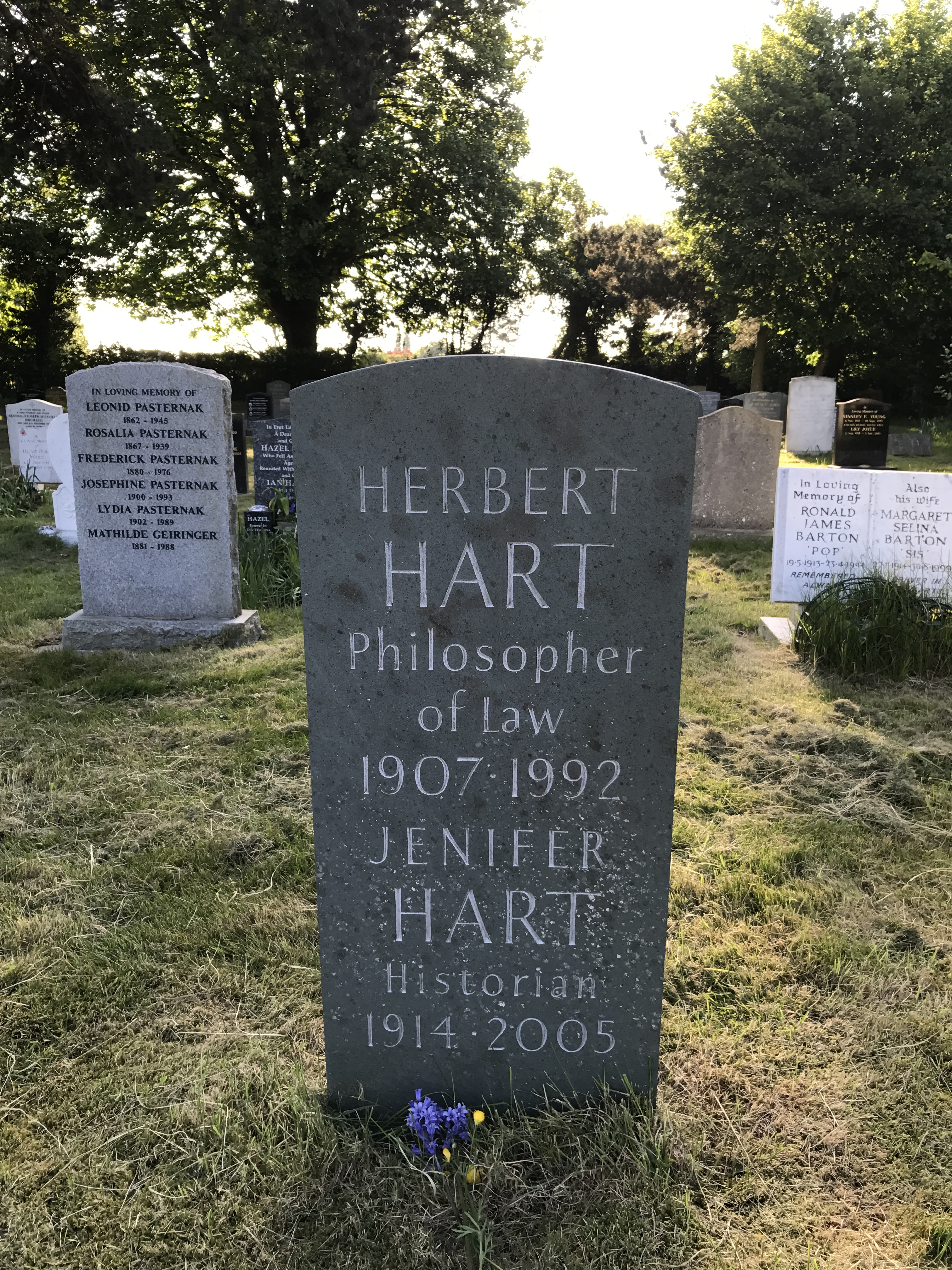
Grab von H. L. A. Hart auf dem Wolvercote-Friedhof, Oxford (2017)

H. L. A. Hart war der Sohn eines wohlhabenden jüdischen Schneiders deutscher und polnischer Abstammung. Seine Schul- und Studienzeit verbrachte er am Cheltenham College, an der Bradford Grammar School und am New College, Oxford. Er studierte Geschichtswissenschaft und Philosophie.
Es war zu dieser Zeit in Großbritannien nicht ungewöhnlich, ohne eine universitäre juristische Ausbildung in der Justiz zu arbeiten. Nach Beendigung seines Studiums war es Hart deshalb möglich, von 1932 bis 1940 als Rechtsanwalt in London zu praktizieren. Für den Kriegsdienst „untauglich“, arbeitete er anschließend während des Zweiten Weltkriegs für den britischen Geheimdienst MI5.
Nach dem Kriegsende kehrte er der rechtsanwaltlichen Tätigkeit den Rücken, um stattdessen von 1946 bis 1953 einen Lehrauftrag für Philosophie am New College in Oxford anzunehmen, wo er sich einer informellen Arbeitsgruppe um  J. L. Austin anschloss.
1953 wurde Hart in Oxford als Professor auf den Lehrstuhl für allgemeine Rechtslehre (Jurisprudence) berufen. Das akademische Jahr 1956/1957 verbrachte er in Harvard. In dieser Zeit entstand die erste wesentliche Vorarbeit zu seinem 1961 veröffentlichten Hauptwerk The concept of law, nämlich der Aufsatz Positivism and the separation of law and morals, der 1958 in der Harvard Law Review veröffentlicht wurde und der zusammen mit der Erwiderung von Lon L. Fuller im selben Heft die sogenannte Hart-Fuller debate zwischen Rechtspositivisten und Naturrechtlern auslöste. Eine weitere Vorarbeit war Harts Antrittsvorlesung in Oxford gewesen. Der Aufsatz Definition and Theory in Jurisprudence über die Bedeutung der Sprachphilosophie für die Rechtswissenschaft erschien zuerst im Jahr 1954 in der Law Quarterly Review und bot ebenfalls Anlass zu lebhaften Auseinandersetzungen.
Von 1959 bis 1960 war Hart Präsident der Aristotelian Society. Seit 1962 war er Mitglied (Fellow) der British Academy. 1966 wurde er in die American Academy of Arts and Sciences gewählt,
1969 wurde Hart emeritiert. Zu seinem Nachfolger auf den vakant gewordenen Lehrstuhl wurde sein Schüler Ronald Dworkin berufen.
1973–1978 war H. L. A. Hart Präsident des Brasenose College, Oxford.

## Wirken

### Harts rechtsphilosophischer Ansatz im Allgemeinen
Bemüht um eine zeitgemäße Neufassung der Rechtstheorien Jeremy Benthams und John Austins, wandte Hart die Instrumentarien der modernen analytischen Philosophie – insbesondere der analytischen Sprachphilosophie – auf Probleme des Rechts an. Beeinflusst wurde er bei diesen Bemühungen vor allem durch Ideen John Austins und Ludwig Wittgensteins.
Auch die Reine Rechtslehre Hans Kelsens übte einen nicht zu unterschätzenden Einfluss auf Hart aus. Er kritisierte jedoch zwei entscheidende Aspekte der Rechtstheorie Kelsens: Die Vorstellung, dass der Begriff des Rechts notwendig mit Sanktionen verknüpft sei (1) und die neukantianische These Kelsens, dass Normen nicht adäquat aus Tatsachen, sondern nur aus anderen Normen abgeleitet werden könnten (2). Indem er der „Reinen Rechtslehre“ zusätzlich ihre „Reinheit“ – das für Kelsen selbst (nicht nur dem Namen nach) entscheidende Element seiner Rechtstheorie – absprach, distanzierte Hart sich endgültig von dessen Lehre. In der Folge kam es zwischen Kelsen und Hart zu nicht nur rein fachlichen Animositäten.
Es wird als besonderes Verdienst Harts angesehen, die angelsächsische Rechtswissenschaft „auf Augenhöhe“ mit der zeitgenössischen Philosophie gebracht zu haben. Seine kritischen Schriften zum Verhältnis von Recht und Moral beeinflussten die Gesetzgebung in Großbritannien und sorgten unter anderem dafür, die gesetzliche Diskriminierung der Homosexuellen in Großbritannien zu beenden.

### Harts Hauptwerk: „The Concept of Law“
H. L. A. Harts bedeutendstes Werk ist The Concept of Law (Titel der deutschen Übersetzung: Der Begriff des Rechts), das 1961 in erster Auflage erschien. Eine zweite Auflage – erweitert um ein von Hart verfertigtes „postscript“ (eine Entgegnung auf Kritiker) – wurde posthum 1994 herausgegeben. Hart, dessen Lehre von der analytischen Philosophie beeinflusst wurde, entwickelte eine moderne Fassung der von Jeremy Bentham und John Austin begründeten angelsächsischen Variante des Rechtspositivismus, der sogenannten Analytical Jurisprudence. Darüber hinaus beschäftigte er sich mit allgemeiner politischer Philosophie.
Wichtige Thesen und Konzepte des Buches sind:
- Eine Kritik der Rechtstheorie John Austins. Dieser vertrat im 19. Jahrhundert die sogenannte „Befehlstheorie“ des Rechts (vgl. auch seine wohl bekannteste Sentenz: „Every law is a command“), der zufolge sich das Recht als auf angedrohte Strafsanktionen gestützte Befehle des Souveräns gegenüber seinen Untertanen beschreiben lässt. Hart versucht diese Theorie Austins mit der Bemerkung ad absurdum zu führen, ein Rechtssystem wäre in diesem Falle nicht mehr als die stark vergrößerte Spielart der Forderung „Geld oder Leben“ während eines Banküberfalls („the gunman situation writ large“). Näheres findet sich im Artikel „Imperativentheorie“.
- Die Unterscheidung zwischen primären und sekundären Rechtsnormen (primary and secondary legal rules). Während Hart unter Primärnormen die Gesamtmenge aller (rechtlichen) Verhaltensnormen versteht, meint der Begriff „sekundäre Normen“ alle Rechtsregeln, die Personen (den Gesetzgeber, aber auch Privatpersonen im Rahmen der Ausübung ihrer Privatautonomie) dazu ermächtigen, primäre Rechtspflichten zu kreieren, abzuändern oder zu „vernichten“.
- Die Unterscheidung zwischen einer „Beobachter-“ und einer „Teilnehmerperspektive“ des Rechts (external and internal point of view). In diesem Aspekt seiner Theorie wurde Hart von Max Weber beeinflusst, der zwischen einer „soziologischen“ und einer „juristischen“ Betrachtungsweise des Rechts unterscheidet. Auch der deutsche Rechtsphilosoph Robert Alexy knüpft in seinem Werk „Begriff und Geltung des Rechts“ (1992) an dieses begriffliche Instrumentarium Harts an.
- Die Konzeption einer allgemeinen „Erkenntnisregel“ des Rechts (rule of recognition). Diese „empirische Grundnorm“ (Alexy) soll die Möglichkeit gewähren, geltende von nicht geltenden Rechtsnormen zu unterscheiden. Hart betrachtet seine „rule of recognition“ als eine Weiterentwicklung der „Grundnormtheorie“ Hans Kelsens und besteht diesem gegenüber auf die reine Faktizität der „rule of recognition“, die er für eine empirisch zu erforschende soziale Tatsache hält („its existence is a matter of fact“). Kelsens normativistische Formulierung der Grundnorm, der zufolge man sich so verhalten solle, wie die historisch erste Verfassung dies vorschreibe, wird von Hart als unnötige Verdoppelung zurückgewiesen.
- Eine strikte begriffliche Trennung von „Recht“ und „Moral“. Hart folgt in dieser Hinsicht ausdrücklich seinen Vorgängern Jeremy Bentham und John Austin und vertritt einen positivistischen Rechtsbegriff. Dieser ist für Hart jedoch nicht mit einem Befolgungsgebot etwa gegenüber im Sinne der Radbruchschen Formel extrem ungerechten Normen verbunden: Er erkennt die Möglichkeit an, einem ungerechten Gesetz aus Gewissensgründen den Gehorsam zu verweigern, besteht jedoch aus Gründen der begrifflichen Klarheit darauf, auch diese als Recht zu bezeichnen. Gerade auch eine rationale Rechtskritik verlange nach der Möglichkeit, zwischen Aussagen über das Recht „wie es ist“ und über das Recht, „wie es sein sollte“ zu differenzieren. Daher müsse der Rechtsbegriff moralisch neutral definiert werden. Darauf hingewiesen sei, dass Hart eine rational begründete moralische Kritik des Rechts – im Gegensatz zu Kelsen etwa – für tatsächlich möglich hält. Er gründet seine positivistische Trennungsthese daher auch nicht wie Kelsen auf die Prämisse des ethischen Relativismus.

## Rezeption
Ein nicht unbeträchtlicher Teil der zurzeit bekannteren Rechtsphilosophen rekrutierten sich aus dem Kreise Harts ehemaliger Studenten. Nur beispielhaft seien hier John Finnis, Joseph Raz und sein Nachfolger in Oxford Ronald Dworkin aufgeführt, der Harts rechtpositivistische Position als unhaltbar kritisierte und das Konzept eines postkonventionellen Rechtssystems entwickelte. Hart beeinflusste außerdem den jungen John Rawls, der in den 1950er-Jahren kurz nach seiner Promotion als Gastdozent in Oxford tätig war.

## Schriften (Auswahl)
- Causation in the law. Clarendon Press, Oxford 1959, OCLC 460647466 (englisch).
- The concept of law. Oxford University Press, New York 1961, OCLC 855917927 (englisch, 2. Auflage posthum 1994, 3. Auflage 2012; deutsche Ausgaben: H. L. A. Hart: Der Begriff des Rechts. Übersetzer: Alexander von Baeyer. Suhrkamp, Frankfurt am Main 1973, ISBN 3-518-06379-0. Sowie: H. L. A. Hart: Der Begriff des Rechts. Mit dem Postskriptum von 1994 und einem Nachwort von Christoph Möllers. Übersetzer: Alexander von Baeyer. Suhrkamp, Frankfurt am Main 2011, ISBN 978-3-518-29609-7.).
- Law, liberty, and morality. London, Oxford University Press 1963, OCLC 1086787949 (englisch, Harry Camp lectures at Stanford University, 1962).
- Punishment and responsibility. Essays in the philosophy of law. Clarendon Press, Oxford 1968, OCLC 422543704 (englisch).
- Recht und Moral. Drei Aufsätze. Hrsg.: Norbert Hoerster. Vandenhoeck & Ruprecht, Göttingen 1971, ISBN 3-525-33311-0, urn:nbn:de:bvb:12-bsb00048107-7. – Darin: Der Positivismus und die Trennung von Recht und Moral, zuerst in: Positivism and the Separation of Law and Morals, Harvard Law Review 71 (1958), 593, JSTOR:1338225; Prolegomena zu einer Theorie der Strafe, zuerst in: Prolegomenon to the Principles of Punishment, Proceedings of the Aristotelian Society 60 (1959/60), 1, JSTOR:4544619; Soziale Bindung und die Durchsetzung der Moral, zuerst in: Social Solidarity and the Enforcement of Morality, University of Chicago Law Review 35 (1967), 1, JSTOR:1598946.
- Essays on Bentham. Studies in jurisprudence and political theory. Clarendon Press, Oxford 1982, ISBN 0-19-825348-6 (englisch).
- Essays in jurisprudence and philosophy. Clarendon Press, Oxford 1983, ISBN 0-19-825387-7, doi:10.1093/acprof:oso/9780198253884.001.0001 (englisch).